# Alessandra Mussolini
Alessandra Mussolini, född 30 december 1962 i Rom, är en italiensk skådespelare och politiker (Alleanza Nazionale).
Alessandra Mussolini valdes 1992 in i Italiens deputeradekammare för partiet Movimento Sociale Italiano (MSI). 1993 kom hon på andra plats i borgmästarvalet i Neapel. Från 1995 tillhörde hon det nya partiet Alleanza Nazionale (AN) och omvaldes till det italienska parlamentet 1996 och 2001.
Sedan partiledaren för Alleanza Nazionale Gianfranco Fini vid ett besök i Israel 2003 uttryckt sig förklenande om fascismen lämnade Alessandra Mussolini partiet, och inträdde i det nybildade partiet Popolo della Libertá (PL).
Hon var 2004-2008 ledamot i Europaparlamentet.
Hon är dotter till jazzpianisten Romano Mussolini, sondotter till Benito Mussolini och systerdotter till skådespelaren Sophia Loren.